# Joseph Dalton Hooker
Sir Joseph Dalton Hooker membre de la Royal Society (Halesworth, Suffolk, 30 de juny de 1817 - Sunningdale, Berkshire, 10 de desembre de 1911) va ser un explorador i botànic anglès. Hooker va ser un dels fundadors de la geobotànica i va ser amic íntim de Charles Darwin. Dirigí els Reials jardins Botànics de Kew durant vint anys, succeint al seu pare, William Jackson Hooker, i va rebre els honors més alts de la ciència britànica.
La seva signatura abreujada com botànic és: Hook.f.

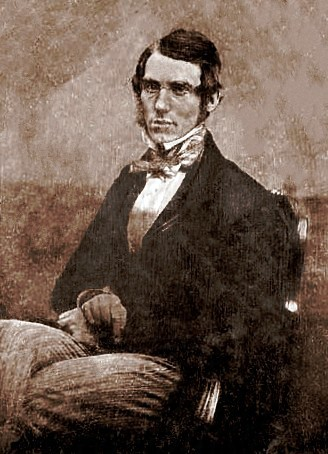
Daguerreotip de Hooker cap a 1852

Estudià medicina a la Universitat de Glasgow on es doctorà el 1839. Serví com a metge a l'armada britànica i acompanyà al capità James Clark Ross a l'expedició antàrtica, de 1839-1843, per arribar al pol sud magnètic a bord del vaixell Erebus. En el viatge de tornada van visitar i recollir plantes de Madeira, Tenerife, Cap Verd, Trinidade est de Brasil, Santa Helena, i el Cap de Bona Esperança. A partir d'aquí van visitar les illes Crozet, illes Kerguelen i Nova Zelanda. Va publicar entre 1846 i 1847 Flora Antarctica on descriu la flora de les illes i la seva relació amb la fitogeografia. La seva obra sobre el viatge va ser completada amb Flora Novae-Zelandiae (1851–53) i Flora Tasmaniae (1853–59). Entre 1847-1851 explorà l'Himàlaia i l'Índia, el 1860 a Palestina, el 1871 al Marroc i el 1877 als Estats Units

## Obres
- 1844–1859: Flora Antarctica: the botany of the Antarctic voyage. 3 vols, 1844 (general), 1853 (New Zealand), 1859 (Tasmania). Reeve, London.
- 1846–1867: Handbook of the New Zealand flora
- 1849: Niger flora
- 1849–1851: The Rhododendrons of Sikkim-Himalaya
- 1854: Himalayan Journals, or notes of a naturalist, in Bengal, the Sikkim and Nepal Himalayas, Khasia Mountains ...
- 1855: Illustrations of Himalayan plants
- 1855: Flora indica, with Thomas Thomson
- 1858: with George Bentham, Handbook of the British flora. ("Bentham & Hooker")
- 1859: A century of Indian orchids
- 1862–1883: with George Bentham, Genera plantarum

Bentham, George; Hooker, Sir Joseph Dalton. Genera plantarum ad exemplaria imprimis in herbariis kewensibus servata definita. Primum, Sistens Dicotyledonum Polypetalarum Ordines LXXXIII: Ranunculareas--Cornaceas.  London: Reeve & Co., 1867.
- 1870; 1878: The student's flora of the British Isles. Macmillan, London.
- 1872–1897: The flora of British India

Hooker, Sir Joseph Dalton. The Flora of British India. Volume V, Chenopodiaceæ to Orchideæ.  Londres: L. Reeve & Co., 1890. ISBN 0913196290 [Consulta: 8 abril 2009].
- 1898–1900: Handbook to the Ceylon flora
- 1904–1906: An epitome to the British Indian species of Impatiens